# ويليام وايتهيد (شاعر)
ويليام وايتهيد (بالإنجليزية: William Whitehead)‏ (الذي تعمد في 12 فبراير 1715 - 14 أبريل 1785) شاعر وكاتب إنجليزي أصبح الحائز على جائزة الشاعر في عام 1757 بعد أن رفض توماس جراي هذا المنصب.

## روابط خارجية
- ويليام وايتهيد على موقع الموسوعة البريطانية (الإنجليزية)
- William Whitehead at the Eighteenth-Century Poetry Archive (ECPA)
- أعمال أو نبذة عن ويليام وايتهيد على أرشيف الإنترنت
- أعمال ويليام وايتهيد في ليبري فوكس

قالب:S-court
| سبقه كولي سيبر | شاعر البلاط 1757–1785 | تبعه توماس وارتون |